# Grégoire II le Martyrophile
Grégoire II le Martyrophile ou Grigor II Vikaïasser (en arménien Գրիգոր Բ Վկայասեր) est le Catholicos de l'Église apostolique arménienne de 1065 à 1105.

## Biographie
Vahram Grigor est un fils de l’illustre Grégoire Magistros et il appartient à la branche aînée de la famille des Pahlavouni.
Le Catholicos Khatchik II d'Ani a été retenu à Constantinople entre 1054 et 1057, puis relégué à Thavbloor, près de « Tarantia » (actuellement Darende dans la province de Malatya). Depuis sa mort vers 1060, les Grecs, maîtres de la Grande-Arménie, veulent faire obstacle à l'élection d’un nouveau patriarche afin de faciliter la soumission de l'Église apostolique arménienne à la confession de l'Église orthodoxe.
L'inutilité de leurs manœuvres, les plaintes qu'elles provoquent dans la population, et l'attitude ferme de Gagik-Abas II de Kars, qui vient d'échanger son royaume contre le district d'Amasée en Cappadoce, finissent par inciter l'empereur Constantin X Doukas à approuver en 1065 la nomination de Vahram Grigor, fils de Grégoire Magistros, gouverneur général au service de l'empire et qui a également rempli cet office.
Les Grecs mettent pour condition à cette nomination que le nouveau patriarche, qui prend le nom de Grégoire II et reçoit ultérieurement le surnom de « Vikaïasser » (le Martyrophile), ne s'établisse pas en Grande-Arménie mais qu’il fixe sa résidence à Zamindia en Cappadoce, dans les nouvelles possessions de l'ex-roi Gagik de Kars, au milieu de l’émigration arménienne déjà importante dans la région. Le siège catholicossal est ensuite transféré en 1082 à Karmir Vank, dans les territoires de Gogh Vasil, que le Catholicos soutient.
Le patriarcat de Grégoire II dure quarante ans (1065-1105). C’est un homme remarquable de culture et d’érudition, mais sa gestion ne s’est signalée par aucun fait remarquable, en raison, sans doute, de la répugnance qu'il n'a cessé de manifester pour sa charge. On peut estimer qu'il ne l’a acceptée que pour mettre un terme à la vacance du siège patriarcal, et non pour en exercer les fonctions. En effet, le Catholicos, qui s'adonne à des études littéraires et effectue de nombreux voyages et des pèlerinages en Palestine et en Égypte, abandonne l'administration de son Église à des vicaires, qu'il s'attache comme coadjuteurs et auxquels il confère les pleins pouvoirs.
Le premier d’entre eux, Georges ou Guévorg III de Lori, nommé en 1069, ne s’étant pas montré à la hauteur de sa tache, est déposé dès 1072. Il désigne ensuite en 1072/1073 Sargis (mort en 1077/1078), de la famille de son prédécesseur, Théodoros, un client du prince Philarète en 1077/1078, puis enfin en 1081 son propre neveu (le fils de sa sœur) Basile ou Barsegh Ier d'Ani, qui est un coadjuteur actif et prudent. Il assume toutes les responsabilités et les droits de la charge pendant vingt ans, jusqu'à la mort de son oncle le 23 février 1105, auquel il succède sans contestation.